# Lipno nad Vltavou
Lipno nad Vltavou (deutsch Lippen) ist eine Gemeinde im Okres Český Krumlov in Tschechien. Sie gehört zur Region Jihočeský kraj.

## Geographie
Die Gemeinde liegt am Ufer des zwischen 1952 und 1959 errichteten Lipnostausees, welcher die Moldau staut, in der Nähe des Naturparks Vyšebrodsko und der Naturschutzgebiete Čertova stěna (Teufelswand) und Luč (Kienberg, 933 m). Hier befinden sich ein Granitmassiv und die Reste eines Urwaldes.

### Gemeindegliederung
Die Gemeinde Lipno nad Vltavou besteht aus den Ortsteilen Lipno nad Vltavou und Slupečná (Luppetsching). Grundsiedlungseinheiten sind Kobylnice (Goblens), Lipno nad Vltavou und Slupečná. Zu Lipno nad Vltavou gehören außerdem die Wohnplätze Alpská vyhlídka (Golitsch), Březovice (Pschieslowitz), Kramolín (Gromaling), Plískov (Stokern) und Studené (Studene) sowie die Wüstung Dobrá Voda (Gutwasser).

### Nachbargemeinden
| Frymburk nad Vltavou |                                             |            |
| Přední Výtoň         | Kompassrose, die auf Nachbargemeinden zeigt | Vyšší Brod |
|                      | Loučovice                                   |            |

## Geschichte
Die kleine Siedlung am linken Ufer der Moldau gehörte ursprünglich zur Herrschaft der Rosenberger und ging im 15. Jahrhundert in den Besitz des Klosters Vyšší Brod über. Die erste urkundliche Erwähnung des Ortes erfolgte im Jahre 1530. Damals hatte er etwa 150 Einwohner, die hauptsächlich von der Flößerei lebten. Bis zur Vertreibung der Deutschen aus der Tschechoslowakei 1945/46 war Lippen von Deutschen bewohnt.
Beim Bau des Lipnostaudamms in den 1950er- und 1960er-Jahren wurde die ursprüngliche Holzfällersiedlung Lipno fast vollständig abgerissen und geflutet. Die danach direkt am neuen Stausee entstandene neue Siedlung lag in der kommunistischen Zeit an der wirtschaftlichen Peripherie. Heute zählt die Region Lipno zu den beliebten Erholungsgebieten Tschechiens und wird zudem von vielen ausländischen Touristen aufgesucht.

## Tourismus

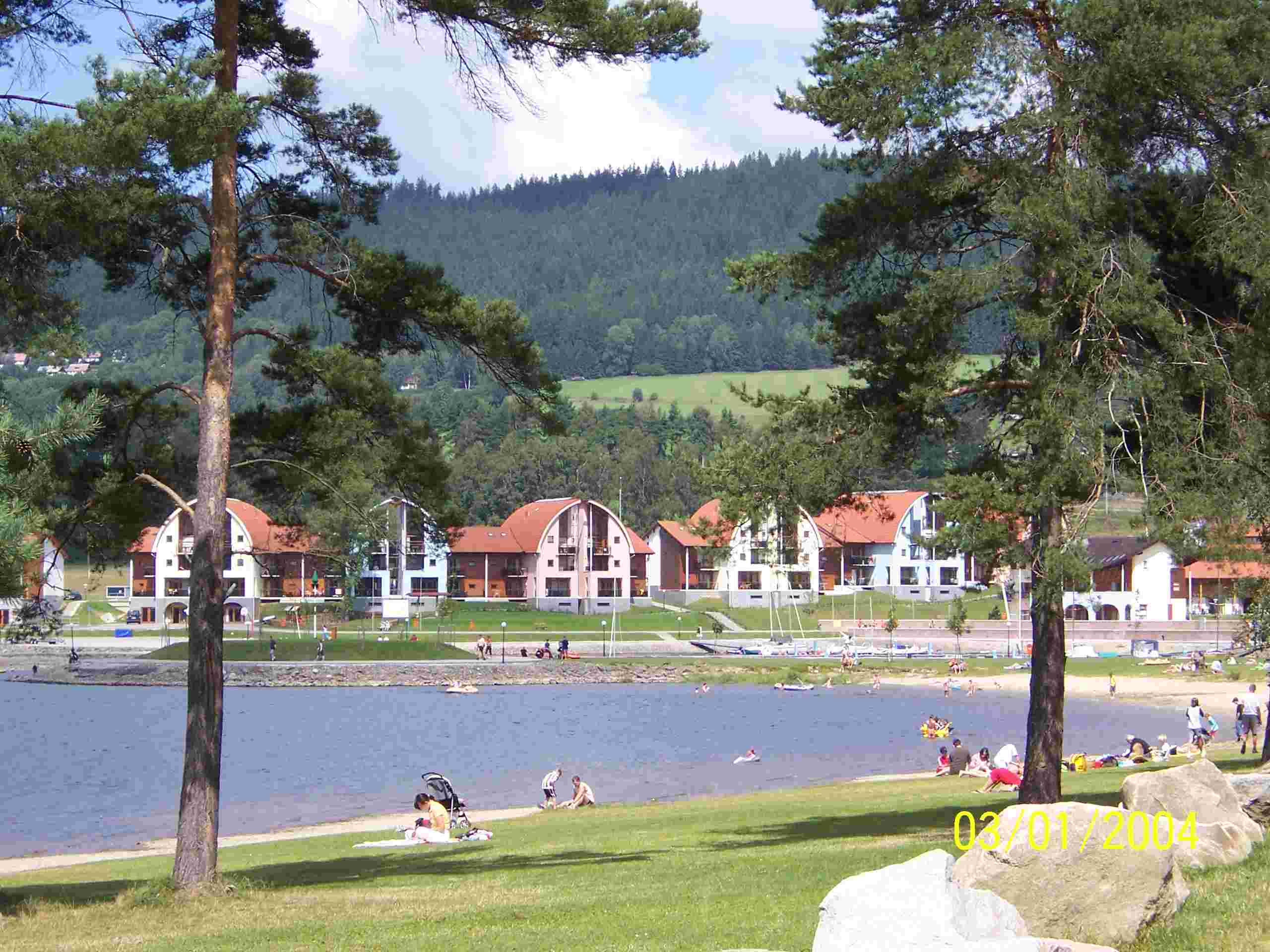
Feriendorf und Marina

Nach der Samtenen Revolution verloren die meisten lokalen Unternehmen ihre Wettbewerbsfähigkeit. Die Gemeinde bemühte sich deshalb Investoren anzulocken, welche in den Tourismus investieren. 1997 nahm die Gemeinde Verhandlungen mit einem niederländischen Investor auf, der daraufhin den Apartmentkomplex Marina Lipno baute, einen der größten Yachthäfen in Mitteleuropa. Danach kamen andere Investoren hinzu und errichteten einen Wasserpark, entwickelten das örtliche Skigebiet, bauten einen Snowboardpark, Rodelbahnen, ein Sommertheater, Golfplätze und andere Attraktionen.
Im Winter verfügt das Gebiet über 35 Kilometer Langlaufloipen und mehrere Abfahrtstrecken für Skifahrer und Snowboarder. 2005 fand zum ersten Mal ein Eislaufmarathon auf dem zugefrorenen See statt. Im Sommer nutzen die Touristen vor allem die zahlreichen Campingplätze und Radwege. An Wassersportarten sind unter anderem Segeln, Kajakfahren und Raften möglich. 2003 fand hier die Rafting-Weltmeisterschaft statt. Schwimmen ist an den Sandbadestränden sowie im 2003 eingeweihten Hallenbad möglich.

## Verkehr
Lipno nad Vltavou ist Endstation der Bahnstrecke Rybník u Dolního Dvořiště-Lipno nad Vltavou, der ehemaligen elektrischen Lokalbahn Zartlesdorf–Lippnerschwebe.

## Sehenswürdigkeiten

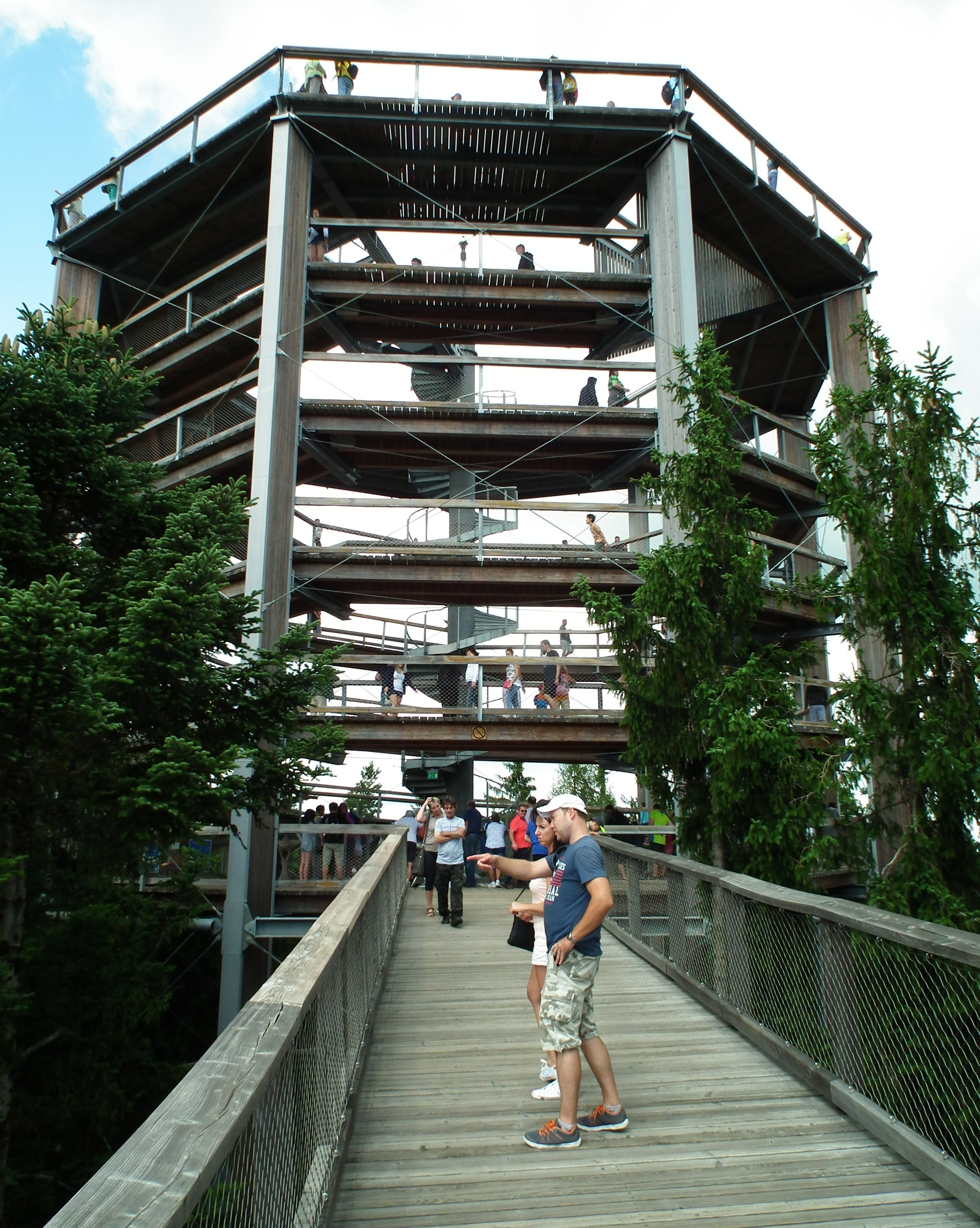
Baumwipfelpfad

- Der 675 m lange Baumkronenpfad Lipno bietet im 40 m hohen Aussichtsturm einen Ausblick auf den Stausee und den angrenzenden Böhmerwald. Der Pfad ist zu Fuß, mit einem Sessellift oder mit einem Pendelbus erreichbar.
- Der 42 km lange Lipnostausee mit seiner 25 m hohen Staumauer
- Active Park Lipno
- Ferienpark Landal Marina Lipno